# Rocheville
Rocheville är en kommun i departementet Manche i regionen Normandie i norra Frankrike. Kommunen ligger i kantonen Bricquebec som tillhör arrondissementet Cherbourg. År 2022 hade Rocheville 608 invånare.

## Befolkningsutveckling
Antalet invånare i kommunen Rocheville
| Referens: INSEE |